# Троицкий хурул
Троицкий хурул «Оргьен Саннгаг Чолинг» (калм. Уржин нууцн тярни сюмэ; тиб. ཨོ་རྒྱན་གསང་སྔགས་ཆོས་གླིང, Вайли o rgyan gsang sngags chos gling) — буддийский храм в селе Троицком Целинного района Калмыкии. Единственный буддийский храм в России, принадлежащий к школе ньингма (линия рипа).

## Название
Тибетское название хурула «Оргьен Саннгаг Чолинг» переводится как «Уддияна — место Дхармы Тайной Мантры».

## История
Хурул построен и освящён в 2015 году. Располагается на ул. 50 лет Победы рядом с мемориальным комплексом; рядом с хурулом построена ступа.
В 2019 году хурул осуществлял набор послушников для получения начального буддийского образования.